# Svartisen
Le Svartisen est par sa superficie le deuxième glacier de Norvège (370 km2). Situé à une trentaine de kilomètres au nord-ouest de la ville de Mo i Rana et aux environs du cercle polaire boréal, il compte une soixantaine de bras dont l'Østerdalsisen et l'Engabreen. Ce dernier est nettement visible depuis la route 17 – ancienne voie principale de liaison, désormais route essentiellement touristique - qui longe la côte norvégienne. Les glaces de ce bras s'arrêtent à une vingtaine de mètres du Svartisvatnet, un petit lac situé juste à côté du Holandsfjord ; bien que le plan d'eau dans lequel se jettent les eaux de fonte de l'Engabreen ne soit pas maritime, cette configuration fait que l'Engabreen est classé dans la catégorie des glaciers côtiers, le seul de l'Europe continentale.
Le glacier abrite également un laboratoire sous-glaciaire géré par le département norvégien des ressources en eau et en énergie (NVE).

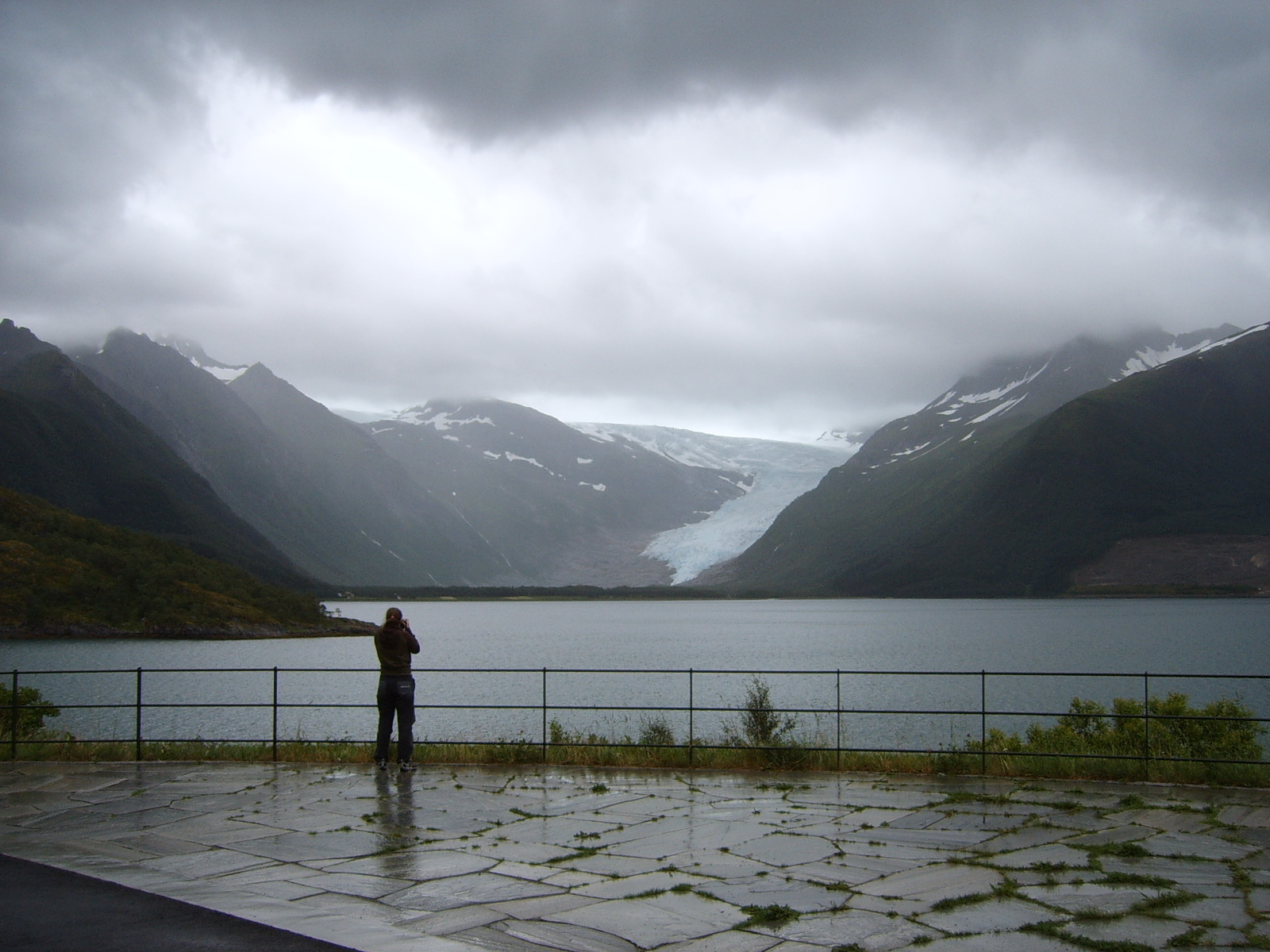
L'Engabreen, langue glaciaire du Svartisen, vue depuis la route 17.
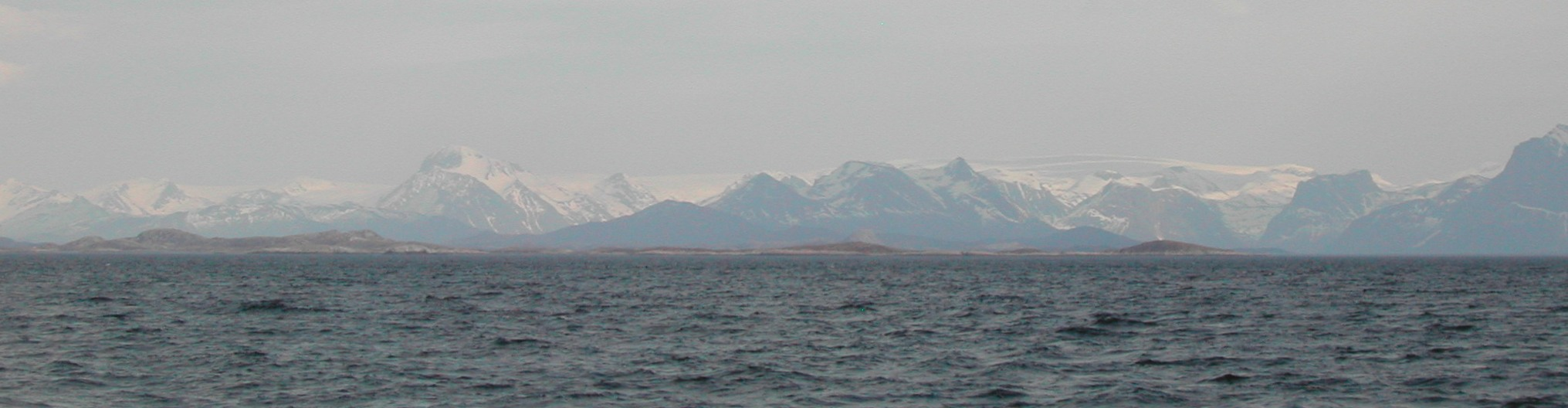
Le Svartisen vu de l'océan Atlantique.
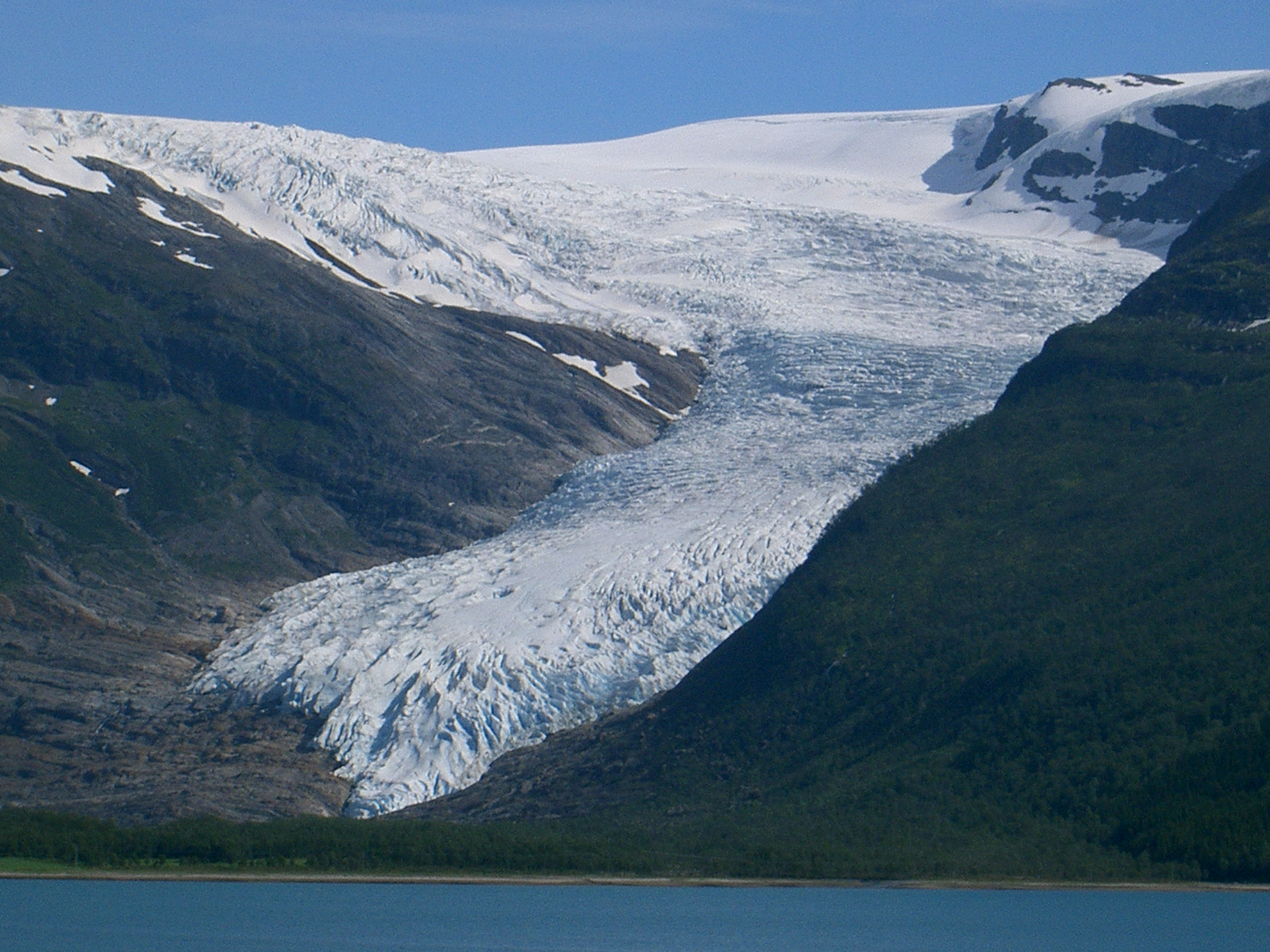
L'Engabreen
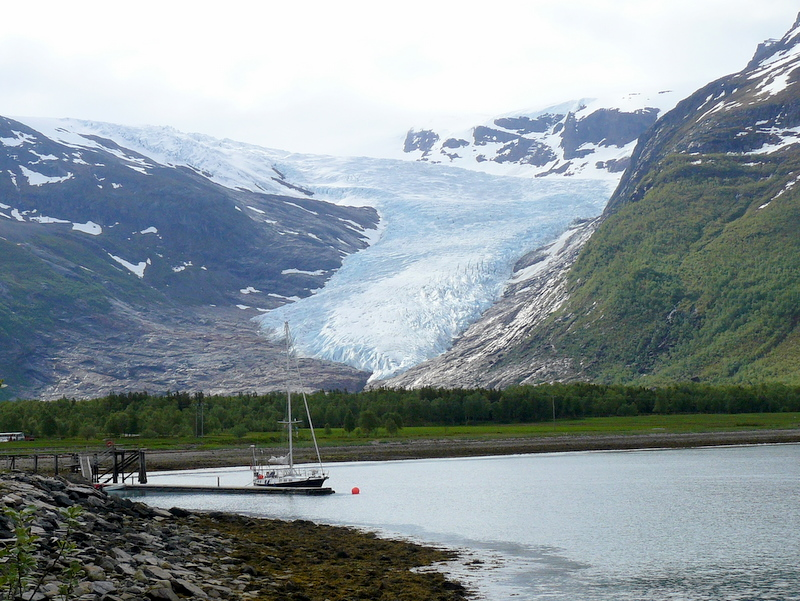
Glacier de Svartisen